# Altwindeck

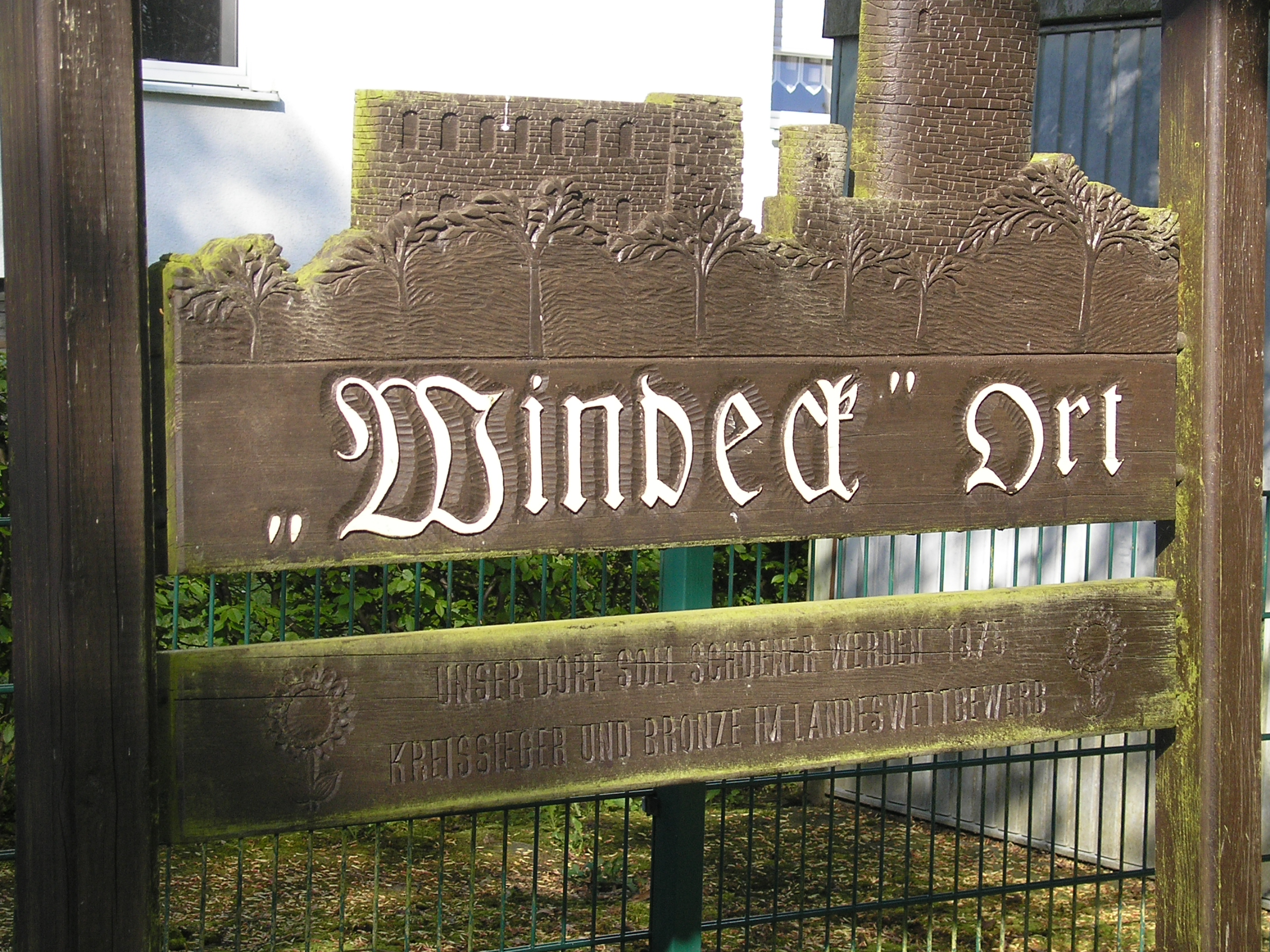
Ortsschild

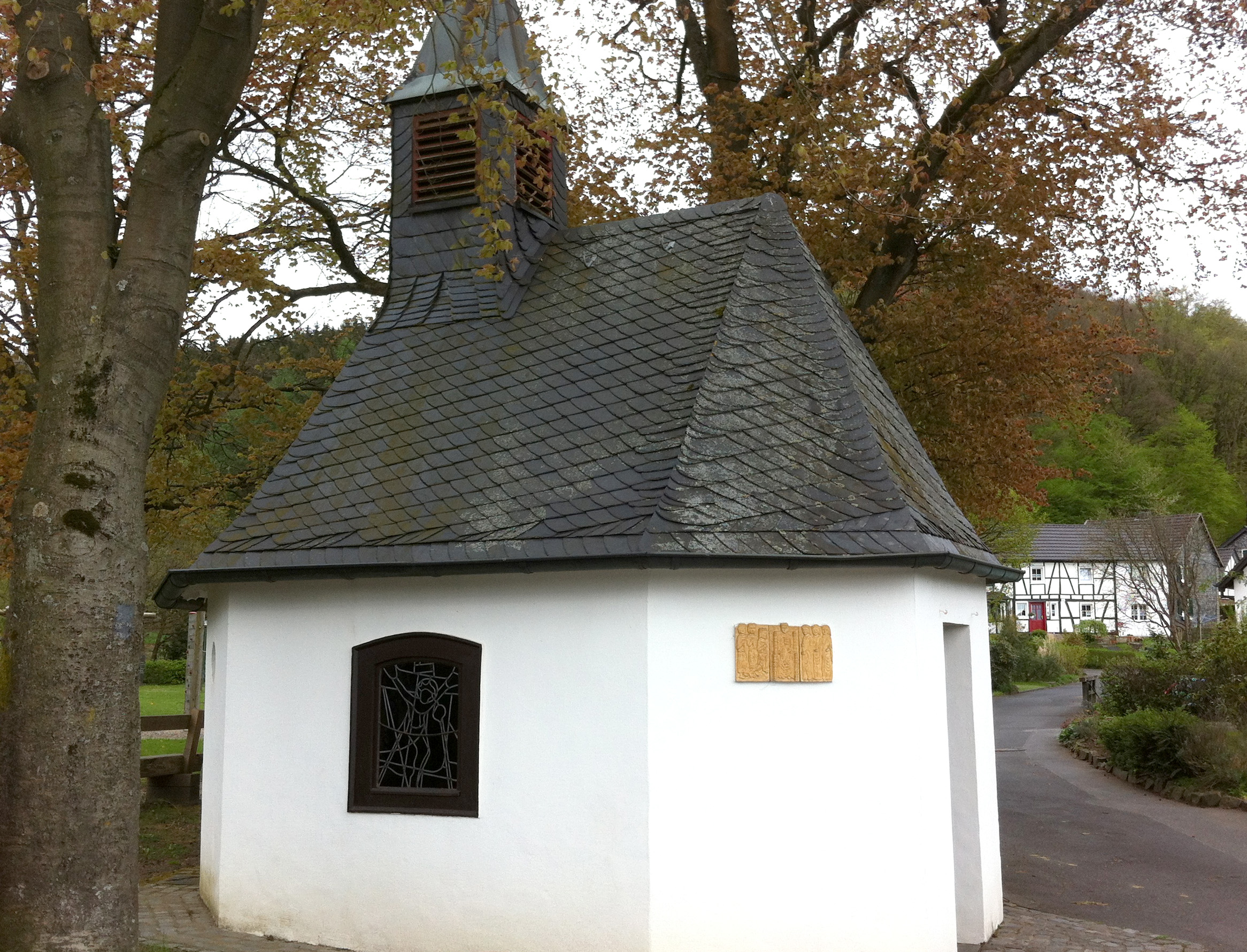
Marienkapelle Altwindeck

Altwindeck (früher Windeck) ist ein Ortsteil der Gemeinde Windeck im Rhein-Sieg-Kreis im Süden Nordrhein-Westfalens.

Windeck beziehungsweise seine Burg war als Amt Windeck namensgebend für die Gemeinde. Da es in dem 1969 entstandenen Gemeindezusammenschluss laufend zu Verwechslungen kam zwischen der neuen (Flächen-)Gemeinde an sich und dem kleinen Ortsteil Windeck, beschloss der Gemeinderat diesen in Altwindeck umzubenennen.
Neben der Burgruine ist der ganze Ort mit seinen alten Fachwerkhäusern und dem Museumsdorf sehenswert und ausgezeichnet. 1975 wurde Altwindeck Kreissieger im Wettbewerb Unser Dorf soll schöner werden, sowie Bronzesieger im Landeswettbewerb.

## Museumsdorf
Um das Heimatmuseum, das Alltagsgegenstände aus dem 19. Jahrhundert zeigt, sind renovierte und neu aufgestellte Fachwerkhäuser zu Alltagsthemen dieser Zeit und auch des Mittelalters zu sehen. Neben alten Wohnstuben sind u. a. eine Bäckerei, eine Tischlerwerkstatt und eine Mühle zu sehen. Das ganze Ensemble ist umsäumt von einem Bauerngarten, kleinen Bachbrücken und Bruchsteinmauern. Jährlich am 3. Oktober findet hier der Burgmarkt statt, bei dem mittelalterliche Handwerker ihre Handfertigkeit zeigen. Neben Seilern, Töpfern und Schmieden zeigen auch die Bogenschützen der Windecker Bogengilde ihre Kunst.

## Kapelle
Die Marienkapelle  Unsere liebe Frau stammt aus dem 18. Jahrhundert. Es handelt sich um einen verputzten achteckigen Bruchsteinbau. Dach und Dachreiter sind verschiefert. Die Kapelle wird durch zwei Fenster erhellt, die mit Hausteinen eingefasst sind. Der Boden ist aus Grauwacke, die Decke mit Eichenholz verkleidet. Die Marienkapelle steht unter Denkmalschutz.
Der Altarstein aus Grauwacke ist mit einer Kopie der barocken Skulptur Madonna von Windeck geschmückt. Das Original befindet sich im nahegelegenen Heimatmuseum. Neben dem Altar findet man ein aus dem 17. Jahrhundert stammendes Allianzwappen der Familien von der Lippe genannt Huhn und Efferen genannt Hall. Sowohl Madonna als auch Wappen stammen vermutlich von dem zuvor abgerissenen Haus Broich.
Eine Vorgängerkapelle wurde bereits 1323 erwähnt. In der Urkunde wird garantiert, dass jeder vierzehntägigen Ablass erhält, der die Kirche in Dattenfeld und die capella sacti Pauli primi heremite in Windecghe besucht. Es handelte sich also um eine Kapelle des heiligen Paulus, des ersten Eremiten, in Windeck gelegen. Im Dreißigjährigen Krieg ist diese Kapelle in den hiesigen Kirchenbüchern trotz detaillierter Aufzeichnungen jedoch nicht mehr erwähnt.

## Vereine
- Wanderverein Altwindeck 1925 e. V.
- Förderverein Heimatmuseum Altwindeck e. V.
- Schießclub Altwindeck 1985 e. V.
- Dorfgemeinschaft Altwindeck e. V.